# Mjortvye doesji
Mjortvye doesji (Russisch: Мёртвые души) is een film uit 1909 van regisseur Pjotr Tsjardynin.

## Verhaal
De film bevat verschillende afleveringen van Dead Souls.

## Rolverdeling
| Acteur                | Personage       |
| --------------------- | --------------- |
| Ivan Kamsky           | Chichikov       |
| Vasili Stepanov       | Sobakevich      |
| Antonina Pozharskaya  | Plyushkin's kok |
| Pyotr Chardynin       | Nozdrev         |
| Aleksandra Goncharova | dame            |
| L. Khrapovitskaya     | dame            |
| Ivan Potyomkin        | Petrushka       |